# 대구 양궁선수 살인사건
대구 양궁선수 살인사건은 1996년 12월 8일 밤 대한민국 대구광역시 중구청 양궁단 소속이었던 양궁 선수 주진우가 내연녀 유정숙과 함께 유정숙의 남편을 살해한 사건이다.

## 사건 개요
- 1996년 12월 8일 밤, 주진우는 내연녀와 함께 유정숙의 남편을 살해하고, 시신을 유기했다. 이후 피해자의 시신은 1997년 6월에 발견되었다.
- 주진우와 유정숙은 1997년 하반기부터 수배되었지만, 그들의 흔적은 찾아보지 못한 채 2011년 12월 7일에 공소시효가 일단 만료되었다. 이후 2015년 11월, 그들은 중국 상하이에서 자신이 한국에서 밀항해서 중국으로 왔다고 현지 공안에게 자수했다. 그리고 중국 법에 따라서 2016년 1월에 중국에서 추방되었다.
- 이후 대한민국으로 귀국한 주진우와 유정숙은 공소시효가 지난 줄 알았다고 주장했으나, 해외 도피로 인해 공소시효가 정지되었으므로 법의 처벌을 받았다.